# Museo e Instituto Nacional del Derecho al Voto
El Museo e Instituto Nacional del Derecho al Voto, establecido en 1991 e inaugurado en 1993, es un museo estadounidense en Selma, Alabama, que honra, narra, recopila, archiva y exhibe los artefactos y el testimonio de los activistas que participaron en los eventos previos hasta e incluyendo las marchas de Selma a Montgomery de 1965, y la aprobación de la Ley de derecho de voto de 1965, así como aquellos que trabajaron para los movimientos Afroamericanos por el Derecho al Voto y el Sufragio de la Mujer. Como el museo describe en su declaración de misión, reconoce a otras personas, eventos y acciones que promovieron el derecho al voto en Estados Unidos desde que «los Padres Fundadores plantaron las semillas de la democracia en 1776». El museo fue fundado por Faya Ora Rose Touré y Marie Foster. Se encuentra cerca del puente Edmund Pettus. 

## Historia
En el puente Edmund Pettus, el 7 de marzo de 1965, los manifestantes por el derecho al voto, que salieron de la ciudad de Selma para una caminata planificada a Montgomery, fueron golpeados y apaleados por la pandilla del condado de Dallas y los policías estatales de Alabama, en lo que se conoció como "Domingo Sangriento". Habían pasado al condado en una caminata planificada de 54 millas hasta Montgomery, la capital del estado de Alabama. Este trato fue televisado a nivel nacional y cubierto por los principales medios de comunicación, lo que generó indignación nacional. Después de obtener la protección federal del presidente Lyndon B. Johnson y una orden judicial federal que protegía su derecho a marchar, miles de personas abandonaron Selma el 21 de marzo y llegaron a Montgomery varios días después. Para entonces, se les habían unido miles más, negros y blancos, y 25 000 manifestantes ingresaron a la capital del estado para presionar por la protección de los derechos constitucionales al voto. Más tarde ese verano, el Congreso aprobó y firmó la Ley de Derechos Electorales de 1965, introducida por la administración Johnson.

## Exhibiciones
Las varias salas y áreas de exhibición del museo incluyen la sala "Footprints to Freedom", que presenta huellas moldeadas de algunos de los activistas que participaron en las marchas de Selma a Montgomery; una "Sala de sufragio femenino", en honor a las contribuciones de mujeres afroamericanas y otras mujeres que aseguraron el derecho al voto de las mujeres en los Estados Unidos; la "Sala Selma", también conocida como la sala "Marie Foster", donde se exhiben los registros de votación, la ropa usada por las personas golpeadas durante la marcha y otros artefactos de estos movimientos sociales; y una sala donde las personas que participaron en las marchas de la década de 1960 pueden dejar mensajes personales y relatar sus recuerdos. El museo también presenta una gran ampliación de una parte de una fotografía icónica tomada en la marcha de Selma a Montgomery por el fotógrafo de la revista Look, James Karales.